# Lista de aeroportos da Rússia
Lista de aeroportos da Rússia, por Localidades
| CIDADE       | IATA | ICAO | NOME DO AEROPORTO                    |
| ------------ | ---- | ---- | ------------------------------------ |
| Moscow       | DME  | UUDD | Aeroporto Internacional Domodedovo   |
| Moscow       | SVO  | UUEE | Aeroporto Internacional Sheremetyevo |
| Moscow       | VKO  | UUWW | Aeroporto Internacional Vnukovo      |
| Novosibirsk  | OVB  | UNNT | Aeroporto Internacional Tolmachevo   |
| Ekaterinburg | SVX  | USSK | Aeroporto Internacional Koltsovo     |
| Krasnoyarsk  | KJA  | UNKL | Aeroporto Internacional Yemelyanovo  |